# Castore

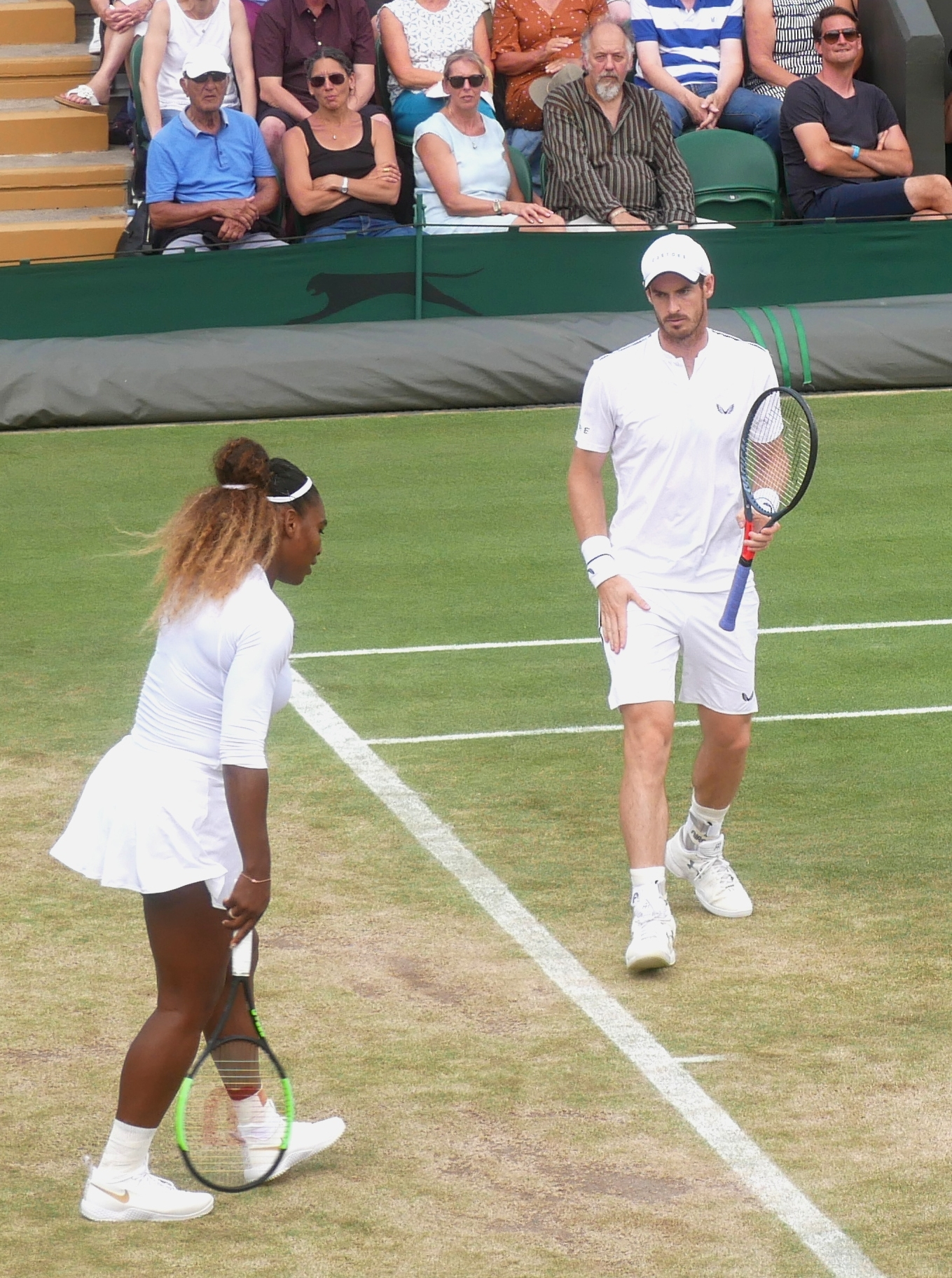
Andy Murray mit Castore-Sportartikeln bei den Wimbledon Championships 2019

Castore ist ein Sportartikelhersteller aus dem Vereinigten Königreich und ein Ausrüster mehrerer professioneller Fußball-, Rugby- und Cricketmannschaften. Außerdem unterhält das Unternehmen Sponsoringverträge in verschiedenen Sportarten.

## Geschichte
Das Unternehmen wurde 2015 von den Brüdern Phil und Tom Beahon gegründet. Im Januar 2019 wurde Castore offizieller Ausrüster des Tennisspielers Andy Murray, der zur gleichen Zeit als Anteilseigner in das Unternehmen einstieg. In der Folgezeit expandierte die Marke in viele weitere Sportarten wie Cricket, Rugby, Fußball und Golf. Weiterhin wurde Castore zum Ausstatter von McLaren Racing.
2019 brachte Castore in Zusammenarbeit mit Murray eine Bekleidungslinie unter dem Namen AMC auf den Markt und eröffnete den ersten Flagship-Store an der Kings Road in London. Im Juli 2023 wurde bekannt gegeben, dass Castore sein erstes Geschäft in Irland in der Grafton Street in Dublin eröffnen wird. Das im Februar 2024 eröffnete Geschäft ist das erste von insgesamt 25 geplanten Filialen, von denen 24 weitere im kommenden Jahr hauptsächlich in Großbritannien eröffnet werden sollen.
Im März 2024 schloss Castore einen Exklusivvertrag mit dem Umbro-Lizenznehmer GL Dameck ab, der es ermöglicht, die Marke Umbro mit einer Unterlizenz in mehreren europäischen Märkten zu vermarkten.
Im Mai 2024 eröffnete Castore im Outlet Shopping at The O2 Arena der erste Outlet-Laden der Marke.
Im Juni 2024 wurde bekannt, dass der FC Everton mit Castore eine technische Partnerschaft vereinbart und Castore zum ersten Gründungssponsor des neuen Stadions des Vereins macht.

## Sponsoringaktivitäten

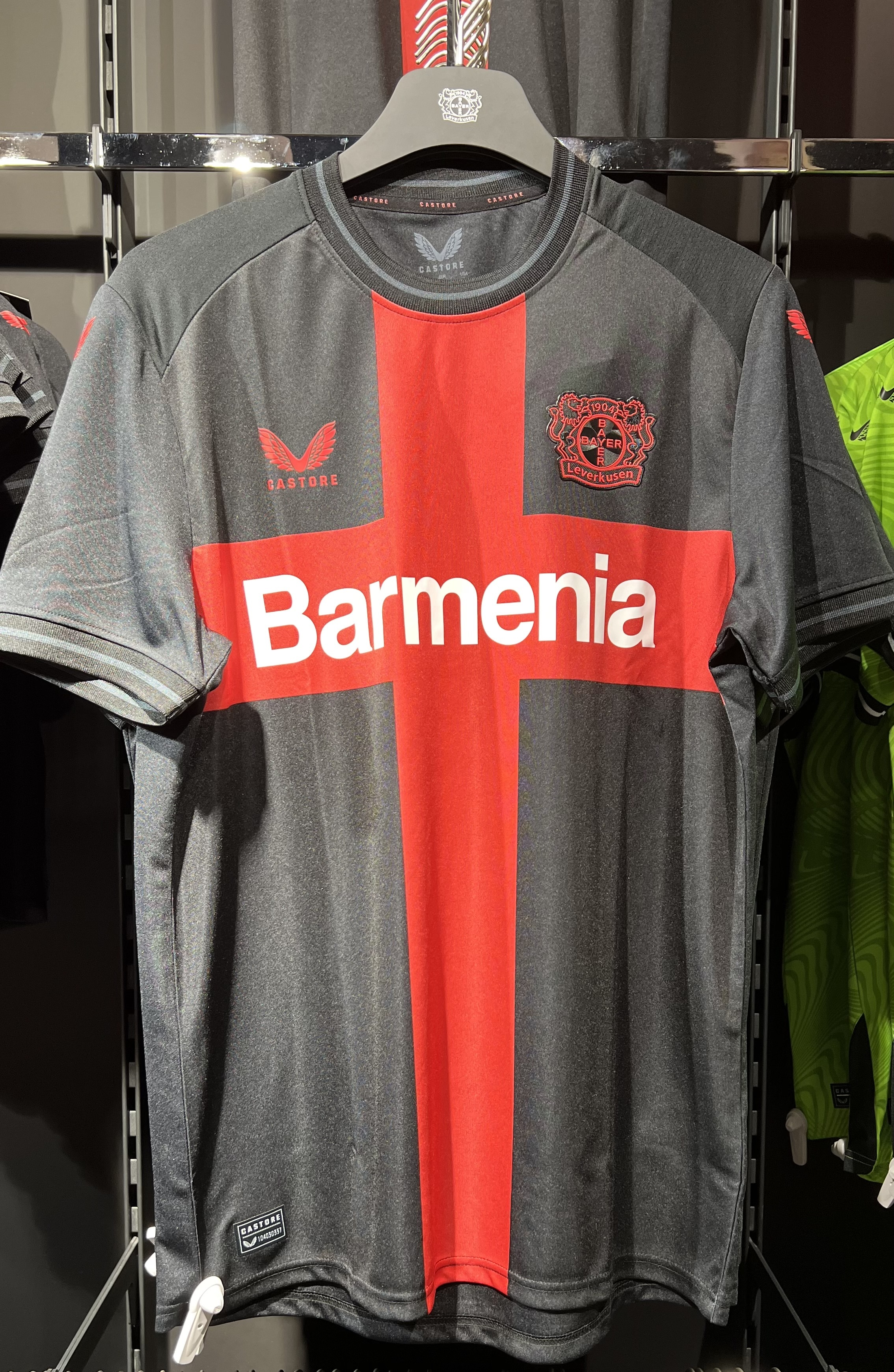
Castore-Heimtrikot von Bayer 04 Leverkusen aus der Spielzeit 2023/24 (2024)

Zu den von Castore ausgerüsteten Mannschaften gehören und gehörten unter anderem:

### Fußball
- Irische Fußballnationalmannschaft
- Charlton Athletic
- Mansfield Town[12]
- Milton Keynes Dons
- Preston North End
- FC Everton
- FC Burnley
- Glentoran FC[13]
- Glasgow Rangers
- Athletic Bilbao
- FC Sevilla
- UD Almería[14]
- Carrús Ilicitana
- Feyenoord Rotterdam[15]
- FC Twente Enschede
- FC Utrecht[16]
- 1. FC Kaiserslautern
- Hertha BSC
- Dinamo Zagreb
- FC Zürich
- FC Brügge

Ehemaliges Sponsoring
- Newcastle United (2021–2024)
- Wolverhampton Wanderers (2021–2024)
- Aston Villa (2022–2024)
- Bayer 04 Leverkusen (2022–2025)

### Rugby
- Nationalmannschaft der Vereinigten Staaten
- Bath Rugby
- Harlequins
- Saracens
- Hull FC
- Scarlets
- Leinster Rugby
- Ulster Rugby
- Sydney Roosters

Ehemaliges Sponsoring:
- Melbourne Storm

### Cricket
- Englische Cricket-Nationalmannschaft
- Neuseeländische Cricket-Nationalmannschaft
- Kent County Cricket Club
- Middlesex County Cricket Club
- Surrey County Cricket Club
- Worcestershire County Cricket Club

### Motorsport
- Red Bull Racing[17]
- McLaren Racing (bis 2025)[18]
- Silverstone
- Arrow McLaren
- Hendrick Motorsports
- Spire Motorsports
- Repsol Honda Team
- Alpine F1 Team[19]

### Tennis
- Lawn Tennis Association[20]
- Andy Murray

### Radsport
- Ineos Grenadiers[21]
- Bahrain Victorious[22]

### Schwimmen
- Adam Peaty

### Taekwondo
- Britischer Sportverband Taekwondo

### Sonstige
- Fußballstadion Hill Dickinson Stadium in Liverpool[10][11]

## Kritik
Im September 2023 wurde das von Castore entworfene Trikot für die Herren- und Damenmannschaft von Aston Villa von den Spielern kritisiert, da die Trikots Schweiß aufsaugten, was dazu führte, dass sich die Farbe veränderte und im Verlauf eines Spiels schwerer und unbequemer wurden. Es wurde berichtet, dass die Damenmannschaft von Villa das Tragen des Trikots „gefürchtet“ hatte, weil es bei Nässe am Körper klebte.  Aston Villa forderte nicht nur eine kurzfristige Lösung, sondern wollte auch seinen Vertrag mit Castore aufgrund von Spielerbeschwerden über das Trikot vorzeitig beenden. Im Dezember 2023 lieferte Castore ein neues Trikot, von dem man hoffte, dass es die Probleme lösen würde. Der Verein wollte seinen mehrjährigen Vertrag mit dem Sportartikelhersteller dennoch auflösen. Schließlich wurde im Januar 2024 bekannt, dass Aston Villa seinen Vertrag mit Castore aufgelöst und sich stattdessen für einen Wechsel zu Adidas entschieden hatte.